# Björk/Diskografie
Diese Diskografie ist eine Übersicht über die musikalischen Werke der isländischen Pop-Sängerin Björk. Den Schallplattenauszeichnungen zufolge hat sie bisher mehr als 8,2 Millionen Tonträger verkauft. Ihre erfolgreichste Veröffentlichung ist das Album Post mit über 2,2 Millionen verkauften Einheiten.

## Alben

### Studioalben
| Jahr | Titel      | Höchstplatzierung, Gesamtwochen, AuszeichnungChartplatzierungen (Jahr, Titel, Platzierungen, Wochen, Auszeichnungen, Anmerkungen) | Höchstplatzierung, Gesamtwochen, AuszeichnungChartplatzierungen (Jahr, Titel, Platzierungen, Wochen, Auszeichnungen, Anmerkungen) | Höchstplatzierung, Gesamtwochen, AuszeichnungChartplatzierungen (Jahr, Titel, Platzierungen, Wochen, Auszeichnungen, Anmerkungen) | Höchstplatzierung, Gesamtwochen, AuszeichnungChartplatzierungen (Jahr, Titel, Platzierungen, Wochen, Auszeichnungen, Anmerkungen) | Höchstplatzierung, Gesamtwochen, AuszeichnungChartplatzierungen (Jahr, Titel, Platzierungen, Wochen, Auszeichnungen, Anmerkungen) | Anmerkungen                                                          |
| Jahr | Titel      | DE | AT | CH | UK | US | Anmerkungen                                                          |
| ---- | ---------- | --- | --- | --- | --- | --- | -------------------------------------------------------------------- |
| 1977 | Björk      | — | — | — | — | — | Erstveröffentlichung: 18. Dezember 1977                              |
| 1990 | Gling-Gló  | — | — | — | — | — | Erstveröffentlichung: September 1990 mit Tríó Guðmundar Ingólfssonar |
| 1993 | Debut      | DE24 (44 Wo.)DE | AT27 (18 Wo.)AT | CH18 Gold · (17 Wo.)CH | UK3 ×2Doppelplatin · (79 Wo.)UK                                                                                                   | US61 Platin · (31 Wo.)US | Erstveröffentlichung: 5. Juli 1993 Verkäufe: + 2.185.000             |
| 1995 | Post       | DE6 (21 Wo.)DE | AT13 (16 Wo.)AT | CH5 (13 Wo.)CH | UK2 Platin · (46 Wo.)UK | US32 Platin · (20 Wo.)US | Erstveröffentlichung: 13. Juni 1995 Verkäufe: + 2.277.500            |
| 1997 | Homogenic  | DE10 (20 Wo.)DE | AT5 (10 Wo.)AT | CH13 Gold · (17 Wo.)CH | UK4 Gold · (17 Wo.)UK | US28 Gold · (9 Wo.)US | Erstveröffentlichung: 24. September 1997 Verkäufe: + 1.682.500       |
| 2001 | Vespertine | DE3 (10 Wo.)DE | AT5 (9 Wo.)AT | CH3 Gold · (8 Wo.)CH | UK8 Gold · (4 Wo.)UK | US19 (10 Wo.)US | Erstveröffentlichung: 27. August 2001 Verkäufe: + 380.000            |
| 2004 | Medúlla    | DE5 (7 Wo.)DE | AT6 (7 Wo.)AT | CH3 (7 Wo.)CH | UK9 Silber · (3 Wo.)UK | US14 (7 Wo.)US | Erstveröffentlichung: 30. August 2004 Verkäufe: + 170.000            |
| 2007 | Volta      | DE9 (5 Wo.)DE | AT5 (5 Wo.)AT | CH3 (10 Wo.)CH | UK7 Silber · (6 Wo.)UK | US9 (5 Wo.)US | Erstveröffentlichung: 2. Mai 2007 Verkäufe: + 60.000                 |
| 2011 | Biophilia  | DE14 (3 Wo.)DE | AT17 (3 Wo.)AT | CH9 (4 Wo.)CH | UK21 (3 Wo.)UK | US27 (2 Wo.)US | Erstveröffentlichung: 7. Oktober 2011                                |
| 2015 | Vulnicura  | DE11 (4 Wo.)DE | AT19 (4 Wo.)AT | CH6 (9 Wo.)CH | UK11 (7 Wo.)UK | US20 (1 Wo.)US | Erstveröffentlichung: 21. Januar 2015                                |
| 2017 | Utopia     | DE26 (2 Wo.)DE | AT23 (1 Wo.)AT | CH12 (3 Wo.)CH | UK25 (2 Wo.)UK | US75 (1 Wo.)US | Erstveröffentlichung: 24. November 2017                              |
| 2022 | Fossora    | DE10 (3 Wo.)DE | AT28 (2 Wo.)AT | CH5 (3 Wo.)CH | UK11 (1 Wo.)UK | US100 (1 Wo.)US | Erstveröffentlichung: 30. September 2022                             |

grau schraffiert: keine Chartdaten aus diesem Jahr verfügbar

### Livealben
- 1997: Celebrating Wood and Metal
- 2004: Debut Live
- 2004: Post Live
- 2004: Homogenic Live
- 2004: Vespertine Live
- 2009: Songs from the Volta Tour
- 2014: Björk: Biophilia Live
- 2015: Vulnicura Live

### Kompilationen
| Jahr | Titel         | Höchstplatzierung, Gesamtwochen, AuszeichnungChartplatzierungen (Jahr, Titel, Platzierungen, Wochen, Auszeichnungen, Anmerkungen) | Höchstplatzierung, Gesamtwochen, AuszeichnungChartplatzierungen (Jahr, Titel, Platzierungen, Wochen, Auszeichnungen, Anmerkungen) | Höchstplatzierung, Gesamtwochen, AuszeichnungChartplatzierungen (Jahr, Titel, Platzierungen, Wochen, Auszeichnungen, Anmerkungen) | Höchstplatzierung, Gesamtwochen, AuszeichnungChartplatzierungen (Jahr, Titel, Platzierungen, Wochen, Auszeichnungen, Anmerkungen) | Höchstplatzierung, Gesamtwochen, AuszeichnungChartplatzierungen (Jahr, Titel, Platzierungen, Wochen, Auszeichnungen, Anmerkungen) | Anmerkungen                                            |
| Jahr | Titel         | DE | AT | CH | UK | US | Anmerkungen                                            |
| ---- | ------------- | --- | --- | --- | --- | --- | ------------------------------------------------------ |
| 2002 | Greatest Hits | DE71 (3 Wo.)DE | AT64 (3 Wo.)AT | CH24 (6 Wo.)CH | UK53 Silber · (2 Wo.)UK | US115 (2 Wo.)US | Erstveröffentlichung: 5. Juli 2002 Verkäufe: + 130.000 |

### Remixalben
| Jahr | Titel    | Höchstplatzierung, Gesamtwochen, AuszeichnungChartplatzierungen (Jahr, Titel, Platzierungen, Wochen, Auszeichnungen, Anmerkungen) | Höchstplatzierung, Gesamtwochen, AuszeichnungChartplatzierungen (Jahr, Titel, Platzierungen, Wochen, Auszeichnungen, Anmerkungen) | Höchstplatzierung, Gesamtwochen, AuszeichnungChartplatzierungen (Jahr, Titel, Platzierungen, Wochen, Auszeichnungen, Anmerkungen) | Höchstplatzierung, Gesamtwochen, AuszeichnungChartplatzierungen (Jahr, Titel, Platzierungen, Wochen, Auszeichnungen, Anmerkungen) | Höchstplatzierung, Gesamtwochen, AuszeichnungChartplatzierungen (Jahr, Titel, Platzierungen, Wochen, Auszeichnungen, Anmerkungen) | Anmerkungen                           |
| Jahr | Titel    | DE | AT | CH | UK | US | Anmerkungen                           |
| ---- | -------- | --- | --- | --- | --- | --- | ------------------------------------- |
| 1997 | Telegram | — | — | — | — | US66 (5 Wo.)US | Erstveröffentlichung: 14. Januar 1997 |

Weitere Remixalben
- 1994: The Best Mixes from the Album Debut for All the People Who Don’t Buy White Labels
- 2005: Army of Me: Remixes and Covers
- 2012: bastards
- 2015: Vulnicura Strings

### Soundtracks
| Jahr | Titel      | Höchstplatzierung, Gesamtwochen, AuszeichnungChartplatzierungen (Jahr, Titel, Platzierungen, Wochen, Auszeichnungen, Anmerkungen) | Höchstplatzierung, Gesamtwochen, AuszeichnungChartplatzierungen (Jahr, Titel, Platzierungen, Wochen, Auszeichnungen, Anmerkungen) | Höchstplatzierung, Gesamtwochen, AuszeichnungChartplatzierungen (Jahr, Titel, Platzierungen, Wochen, Auszeichnungen, Anmerkungen) | Höchstplatzierung, Gesamtwochen, AuszeichnungChartplatzierungen (Jahr, Titel, Platzierungen, Wochen, Auszeichnungen, Anmerkungen) | Höchstplatzierung, Gesamtwochen, AuszeichnungChartplatzierungen (Jahr, Titel, Platzierungen, Wochen, Auszeichnungen, Anmerkungen) | Anmerkungen                                                  |
| Jahr | Titel      | DE | AT | CH | UK | US | Anmerkungen                                                  |
| ---- | ---------- | --- | --- | --- | --- | --- | ------------------------------------------------------------ |
| 2000 | Selmasongs | DE22 (9 Wo.)DE | AT21 (7 Wo.)AT | CH20 (10 Wo.)CH | UK34 (1 Wo.)UK | US41 (7 Wo.)US | Erstveröffentlichung: 18. September 2000 Verkäufe: + 200.000 |

Weitere Soundtracks
- 2005: Drawing Restraint 9

### EPs
- 1998: Jóga
- 2007: Earth Intruders Club Mixes
- 2007: Innocence
- 2008: Declare Independence
- 2008: Wanderlust
- 2008: The Dull Flame of Desire
- 2010: Mount Wittenberg Orca (mit The Dirty Projectors)

## Singles

### Als Leadmusikerin
| Jahr | Titel Album                     | Höchstplatzierung, Gesamtwochen, AuszeichnungChartplatzierungen (Jahr, Titel, Album, Platzierungen, Wochen, Auszeichnungen, Anmerkungen) | Höchstplatzierung, Gesamtwochen, AuszeichnungChartplatzierungen (Jahr, Titel, Album, Platzierungen, Wochen, Auszeichnungen, Anmerkungen) | Höchstplatzierung, Gesamtwochen, AuszeichnungChartplatzierungen (Jahr, Titel, Album, Platzierungen, Wochen, Auszeichnungen, Anmerkungen) | Höchstplatzierung, Gesamtwochen, AuszeichnungChartplatzierungen (Jahr, Titel, Album, Platzierungen, Wochen, Auszeichnungen, Anmerkungen) | Höchstplatzierung, Gesamtwochen, AuszeichnungChartplatzierungen (Jahr, Titel, Album, Platzierungen, Wochen, Auszeichnungen, Anmerkungen) | Anmerkungen                                                 |
| Jahr | Titel Album                     | DE | AT | CH | UK | US | Anmerkungen                                                 |
| ---- | ------------------------------- | --- | --- | --- | --- | --- | ----------------------------------------------------------- |
| 1993 | Human Behaviour Debut           | — | — | — | UK36 (2 Wo.)UK | — | Erstveröffentlichung: 7. Juni 1993                          |
| 1993 | Venus as a Boy Debut            | — | — | — | UK29 (4 Wo.)UK | — | Erstveröffentlichung: 23. August 1993                       |
| 1993 | Play Dead Debut                 | DE41 (6 Wo.)DE | — | — | UK12 (6 Wo.)UK | — | Erstveröffentlichung: 11. Oktober 1993 feat. David Arnold   |
| 1993 | Big Time Sensuality Debut       | — | — | — | UK17 (8 Wo.)UK | US88 (5 Wo.)US | Erstveröffentlichung: 22. November 1993                     |
| 1994 | Violently Happy Debut           | DE100 (1 Wo.)DE | — | — | UK13 (6 Wo.)UK | — | Erstveröffentlichung: 7. März 1994                          |
| 1995 | Army of Me Post                 | DE55 (4 Wo.)DE | — | CH28 (6 Wo.)CH | UK10 (5 Wo.)UK | — | Erstveröffentlichung: 21. April 1995                        |
| 1995 | Isobel Post                     | — | — | — | UK23 (6 Wo.)UK | — | Erstveröffentlichung: 14. August 1995                       |
| 1995 | It’s Oh So Quiet Post           | — | — | — | UK4 Gold · (17 Wo.)UK | — | Erstveröffentlichung: 13. November 1995 Verkäufe: + 400.000 |
| 1996 | Hyperballad Post                | — | — | — | UK8 (6 Wo.)UK | — | Erstveröffentlichung: 12. Februar 1996                      |
| 1996 | Possibly Maybe Post             | — | — | — | UK13 (5 Wo.)UK | — | Erstveröffentlichung: 28. Oktober 1996                      |
| 1997 | I Miss You Post                 | — | — | — | UK36 (2 Wo.)UK | — | Erstveröffentlichung: 24. Februar 1997                      |
| 1997 | Jóga Homogenic                  | — | — | CH49 (1 Wo.)CH | — | — | Erstveröffentlichung: 22. September 1997                    |
| 1997 | Bachelorette Homogenic          | — | — | — | UK21 (5 Wo.)UK | — | Erstveröffentlichung: 8. Dezember 1997                      |
| 1998 | Hunter Homogenic                | — | — | — | UK44 (2 Wo.)UK | — | Erstveröffentlichung: 24. März 1998                         |
| 1998 | Alarm Call Homogenic            | — | — | — | UK33 (2 Wo.)UK | — | Erstveröffentlichung: 30. November 1998                     |
| 1999 | All Is Full of Love Homogenic   | — | — | — | UK24 (2 Wo.)UK | — | Erstveröffentlichung: 7. Juni 1999                          |
| 2001 | Hidden Place Vespertine         | DE70 (2 Wo.)DE | — | CH77 (3 Wo.)CH | UK21 (2 Wo.)UK | — | Erstveröffentlichung: 3. August 2001                        |
| 2001 | Pagan Poetry Vespertine         | — | — | — | UK38 (2 Wo.)UK | — | Erstveröffentlichung: 5. November 2001                      |
| 2002 | Cocoon Vespertine               | — | — | — | UK35 (2 Wo.)UK | — | Erstveröffentlichung: 11. März 2002                         |
| 2002 | It’s in Our Hands Greatest Hits | — | — | — | UK37 (2 Wo.)UK | — | Erstveröffentlichung: 25. November 2002                     |
| 2004 | Who Is It Medúlla               | — | — | — | UK26 (2 Wo.)UK | — | Erstveröffentlichung: 18. Oktober 2004                      |
| 2005 | Triumph of a Heart Medúlla      | — | — | — | UK31 (2 Wo.)UK | — | Erstveröffentlichung: 28. Februar 2005                      |
| 2007 | Earth Intruders Volta           | — | — | — | UK78 (1 Wo.)UK | US84 (1 Wo.)US | Erstveröffentlichung: April 2007                            |

Weitere Singles
- 2000: I’ve Seen It All (feat. Thom Yorke)
- 2000: New World
- 2004: Oceania
- 2005: Triumph of a Heart
- 2005: Where is the Line
- 2007: Innocence
- 2008: Declare Independence
- 2008: Wanderlust
- 2008: The Dull Flame of Desire (feat. Antony Hegarty)
- 2008: Nattúra
- 2010: The Comet Song
- 2011: Crystalline / Cosmogony
- 2011: Virus
- 2011: Moon
- 2015: Stonemilker
- 2017: The Gate
- 2017: Blissing Me
- 2018: Arisen My Senses
- 2019: Features Creatures
- 2022: Atopos
- 2022: Ovule
- 2022: Ancestress
- 2022: Fossora
- 2023: Oral (feat. Rosália)

### Als Gastmusikerin
| Jahr | Titel Album | Höchstplatzierung, Gesamtwochen, AuszeichnungChartplatzierungen (Jahr, Titel, Album, Platzierungen, Wochen, Auszeichnungen, Anmerkungen) | Höchstplatzierung, Gesamtwochen, AuszeichnungChartplatzierungen (Jahr, Titel, Album, Platzierungen, Wochen, Auszeichnungen, Anmerkungen) | Höchstplatzierung, Gesamtwochen, AuszeichnungChartplatzierungen (Jahr, Titel, Album, Platzierungen, Wochen, Auszeichnungen, Anmerkungen) | Höchstplatzierung, Gesamtwochen, AuszeichnungChartplatzierungen (Jahr, Titel, Album, Platzierungen, Wochen, Auszeichnungen, Anmerkungen) | Höchstplatzierung, Gesamtwochen, AuszeichnungChartplatzierungen (Jahr, Titel, Album, Platzierungen, Wochen, Auszeichnungen, Anmerkungen) | Anmerkungen                                                |
| Jahr | Titel Album | DE | AT | CH | UK | US | Anmerkungen                                                |
| ---- | ----------- | --- | --- | --- | --- | --- | ---------------------------------------------------------- |
| 1991 | Ooops Ex:el | — | — | — | UK42 (3 Wo.)UK | — | Erstveröffentlichung: 15. April 2001 808 State feat. Björk |

Weitere Gastbeiträge
- 2010: Flétta (Antony and the Johnsons feat. Björk)
- 2014: Niggas on the Moon (Death Grips)

## Videoalben und Musikvideos

### Videoalben
- 1999: Volumen (Verkäufe: + 50.000, US: Gold)
- 2001: MTV Unplugged / Live (Verkäufe: + 20.000)
- 2001: Live at Shepherds Bush Empire
- 2001: Live in Cambridge
- 2002: Live at Royal Opera House
- 2002: Greatest Hits – Volumen 1993–2003 (Verkäufe: + 25.000)
- 2002: Volumen Plus
- 2003: Vessel
- 2003: Inside Björk
- 2003: Later with Jools Holland
- 2003: Minuscule
- 2004: The Inner or Deep Part of an Animal or Plant Structure
- 2005: The Medúlla Videos
- 2009: Voltaïc

### Musikvideos
| Jahr | Titel                                   | Regie                                                   |
| ---- | --------------------------------------- | ------------------------------------------------------- |
| 1993 | Human Behaviour                         | Michel Gondry                                           |
| 1993 | Venus as a Boy                          | Sophie Muller                                           |
| 1993 | Play Dead                               | Danny Cannon                                            |
| 1993 | Big Time Sensuality                     | Stéphane Sednaoui                                       |
| 1994 | Violently Happy                         | Jean-Baptiste Mondino                                   |
| 1995 | Army of Me                              | Michel Gondry                                           |
| 1995 | Isobel                                  | Michel Gondry                                           |
| 1995 | It’s Oh So Quiet                        | Spike Jonze                                             |
| 1996 | Hyperballad                             | Michel Gondry                                           |
| 1996 | Possibly Maybe                          | Stéphane Sednaoui                                       |
| 1997 | I Miss You                              | John Kricfalusi                                         |
| 1997 | Jóga                                    | Michel Gondry                                           |
| 1997 | Bachelorette                            | Michel Gondry                                           |
| 1998 | Hunter                                  | Paul White                                              |
| 1998 | Alarm Call                              | Alexander McQueen                                       |
| 1999 | All Is Full of Love                     | Chris Cunningham                                        |
| 2000 | Unravel                                 | Lynn Fox                                                |
| 2000 | Pluto                                   | Lynn Fox                                                |
| 2001 | Hidden Place                            | M/M (Paris), Inez van Lamsweerde, Vinoodh Matadin       |
| 2001 | Pagan Poetry                            | Nick Knight                                             |
| 2002 | Cocoon                                  | Eiko Ishioka                                            |
| 2002 | Nature Is Ancient                       | Lynn Fox                                                |
| 2002 | It’s in Our Hands                       | Spike Jonze                                             |
| 2002 | It’s in Our Hands (Soft Pink Truth Mix) | Lynn Fox                                                |
| 2004 | Nameless                                | Lynn Fox                                                |
| 2004 | Oceania                                 | Lynn Fox                                                |
| 2004 | Who Is It                               | Dawn Shadforth                                          |
| 2005 | Triumph of a Heart                      | Spike Jonze                                             |
| 2005 | Where Is the Line                       | Gabríela Friðriksdóttir                                 |
| 2005 | Desired Constellation                   | Lynn Fox                                                |
| 2007 | Earth Intruders                         | Michel Ocelot                                           |
| 2007 | Innocence                               | Fred & Annabelle                                        |
| 2007 | Declare Independence                    | Michel Gondry                                           |
| 2008 | Wanderlust                              | Encyclopedia Pictura                                    |
| 2008 | The Dull Flame of Desire                | Christoph Jantos, Masahiro Mogari, Marçal Cuberta Junca |
| 2010 | The Comet Song                          | Maria Lindberg                                          |
| 2011 | Crystalline                             | Michel Gondry                                           |
| 2011 | Moon                                    | Björk, Inez and Vinoodh, M/M Paris und James Merry      |
| 2012 | Hollow                                  | Drew Berry                                              |
| 2012 | Mutual Core                             | Andrew Thomas Huang                                     |
| 2015 | Lionsong                                | Inez and Vinoodh                                        |
| 2015 | Family                                  | Andrew Thomas Huang                                     |
| 2015 | Stonemilker                             | Andrew Thomas Huang                                     |
| 2015 | Black Lake                              | Andrew Thomas Huang                                     |
| 2017 | Notget                                  | Warren Du Preez und Nick Thornton Jones                 |
| 2017 | Utopia                                  | Warren Du Preez und Nick Thornton Jones                 |
| 2017 | The Gate                                | Andrew Thomas Huang                                     |
| 2017 | Blissing Me                             | Tim Walker und Emma Dalzell                             |
| 2017 | Arisen my Senses                        | Jesse Kanda                                             |
| 2022 | Atopos                                  | Viðar Logi                                              |
| 2022 | Ovule                                   | Nick Knight                                             |
| 2022 | Ancestress                              | Andrew Thomas Huang                                     |
| 2022 | Sorrowful Soil                          | Viðar Logi                                              |
| 2023 | Fossora                                 | Björk, Viðar Logi, M/M Paris and Futuredeluxe           |
| 2023 | Oral                                    | Carlota Guerrero                                        |

## Boxsets
| Jahr | Titel   | Höchstplatzierung, Gesamtwochen, AuszeichnungChartplatzierungen (Jahr, Titel, Platzierungen, Wochen, Auszeichnungen, Anmerkungen) | Höchstplatzierung, Gesamtwochen, AuszeichnungChartplatzierungen (Jahr, Titel, Platzierungen, Wochen, Auszeichnungen, Anmerkungen) | Höchstplatzierung, Gesamtwochen, AuszeichnungChartplatzierungen (Jahr, Titel, Platzierungen, Wochen, Auszeichnungen, Anmerkungen) | Höchstplatzierung, Gesamtwochen, AuszeichnungChartplatzierungen (Jahr, Titel, Platzierungen, Wochen, Auszeichnungen, Anmerkungen) | Höchstplatzierung, Gesamtwochen, AuszeichnungChartplatzierungen (Jahr, Titel, Platzierungen, Wochen, Auszeichnungen, Anmerkungen) | Anmerkungen                         |
| Jahr | Titel   | DE | AT | CH | UK | US | Anmerkungen                         |
| ---- | ------- | --- | --- | --- | --- | --- | ----------------------------------- |
| 2009 | Voltaïc | — | — | — | — | US118 (1 Wo.)US | Erstveröffentlichung: 23. Juni 2009 |

Weitere Boxsets
- 2002: Family Tree
- 2003: Live Box
- 2006: Dual Disc Box Set
- 2006: (____surrounded):
- 2009: 2 for 1: Debut / Post

## Statistik

### Chartauswertung
|                     | DE     | AT     | CH     | UK     | US     |
| ------------------- | ------ | ------ | ------ | ------ | ------ |
| Nummer-eins-Alben   | DE—DE  | AT—AT  | CH—CH  | UK—UK  | US—US  |
| Top-10-Alben        | DE6DE  | AT4AT  | CH7CH  | UK6UK  | US1US  |
| Alben in den Charts | DE12DE | AT12AT | CH12CH | UK12UK | US14US |

|                       | DE    | AT    | CH    | UK     | US    |
| --------------------- | ----- | ----- | ----- | ------ | ----- |
| Nummer-eins-Singles   | DE—DE | AT—AT | CH—CH | UK—UK  | US—US |
| Top-10-Singles        | DE—DE | AT—AT | CH—CH | UK3UK  | US—US |
| Singles in den Charts | DE4DE | AT—AT | CH3CH | UK23UK | US2US |

### Auszeichnungen für Musikverkäufe
| Goldene Schallplatte - Argentinien - 2002: für das Album Greatest Hits - Belgien - 1995: für das Album Post - Dänemark - 1998: für das Album Homogenic - Frankreich - 2001: für das Album Vespertine - 2001: für das Videoalbum Volumen - 2004: für das Album Medúlla - Japan - 1997: für das Album Homogenic - 2001: für das Album Post - 2001: für das Album Vespertine - 2002: für das Album Greatest Hits - Kanada - 1994: für das Album Debut - 1998: für das Album Homogenic - 2001: für das Album Vespertine - 2004: für das Videoalbum Greatest Hits – Volumen 1993–2003 - Neuseeland - 1995: für das Album Post - 1997: für das Album Homogenic - Norwegen - 1994: für das Album Debut - Russland - 2004: für das Album Medúlla - Schweden - 1993: für das Album Debut - 1995: für das Album Post - Spanien - 2001: für das Album Debut - 2001: für das Album Vespertine | Platin-Schallplatte - Australien - 1996: für das Album Debut - 1996: für das Album Post - Europa - 1994: für das Album Debut - 1996: für das Album Post - 2001: für das Album Homogenic - Japan - 2001: für das Album Selmasongs - Kanada - 1996: für das Album Post - Neuseeland - 1996: für das Album Debut - Niederlande - 1994: für das Album Debut |

Anmerkung: Auszeichnungen in Ländern aus den Charttabellen bzw. Chartboxen sind in ebendiesen zu finden.
| Land/RegionAuszeichnungen für Musikverkäufe (Land/Region, Auszeichnungen, Verkäufe, Quellen) | Silber     | Gold       | Platin       | Verkäufe    | Quellen                                                      |
| -------------------------------------------------------------------------------------------- | ---------- | ---------- | ------------ | ----------- | ------------------------------------------------------------ |
| Argentinien (CAPIF)                                                                          | —          | Gold1      | —            | 20.000      | capif.org.ar (Memento vom 6. Juli 2011 im Internet Archive)  |
| Australien (ARIA)                                                                            | —          | —          | 2× Platin2   | 140.000     | aria.com.au                                                  |
| Belgien (BRMA)                                                                               | —          | Gold1      | —            | 25.000      | ultratop.be                                                  |
| Dänemark (IFPI)                                                                              | —          | Gold1      | —            | 25.000      | Einzelnachweise                                              |
| Europa (IFPI)                                                                                | —          | —          | 3× Platin3   | (3.000.000) | ifpi.org (Memento vom 1. Januar 2014 im Internet Archive)    |
| Frankreich (SNEP)                                                                            | —          | 3× Gold3   | —            | 210.000     | snepmusique.com                                              |
| Japan (RIAJ)                                                                                 | —          | 4× Gold4   | Platin1      | 600.000     | riaj.or.jp                                                   |
| Kanada (MC)                                                                                  | —          | 4× Gold4   | Platin1      | 255.000     | musiccanada.com                                              |
| Neuseeland (RMNZ)                                                                            | —          | 2× Gold2   | Platin1      | 30.000      | aotearoamusiccharts.co.nz                                    |
| Niederlande (NVPI)                                                                           | —          | —          | Platin1      | 100.000     | nvpi.nl                                                      |
| Norwegen (IFPI)                                                                              | —          | Gold1      | —            | 25.000      | ifpi.no (Memento vom 5. November 2012 im Internet Archive)   |
| Russland (NFPF)                                                                              | —          | Gold1      | —            | 10.000      | 2m-online.ru (Memento vom 24. Juli 2011 im Internet Archive) |
| Schweden (IFPI)                                                                              | —          | 2× Gold2   | —            | 100.000     | sverigetopplistan.se                                         |
| Schweiz (IFPI)                                                                               | —          | 3× Gold3   | —            | 70.000      | hitparade.ch                                                 |
| Spanien (Promusicae)                                                                         | —          | 2× Gold2   | —            | 100.000     | elportaldemusica.es                                          |
| Vereinigte Staaten (RIAA)                                                                    | —          | 2× Gold2   | 2× Platin2   | 2.550.000   | riaa.com                                                     |
| Vereinigtes Königreich (BPI)                                                                 | 3× Silber3 | 3× Gold3   | 3× Platin3   | 1.680.000   | bpi.co.uk                                                    |
| Insgesamt                                                                                    | 3× Silber3 | 30× Gold30 | 14× Platin14 |             |                                                              |